# هینترهاین، سوئیس
هینترهاین (به لاتین: Hinterrhein) یک بخش در سوئیس است که در کانتون گراوبوندن واقع شده‌است.